# Hall des Sources
Le hall des Sources, appelé aussi la Trinkalle (ou encore Drink-hall), est un pavillon qui abrite l'ensemble des sources thermales actives de Vichy.

## Histoire
Le hall des Sources actuel est construit par Gustave Simon, sur les plans de Charles Le Cœur, entre 1898 et 1902. Il remplace le précédent bâtiment érigé en 1830. Le Cœur s'inspire d'autres villes d'eaux, après avoir visité l'Allemagne et l'Autriche-Hongrie, en particulier celle de Marienbad. Ces travaux sont l'occasion de regrouper les quatre sources d'État jusqu'ici disséminées dans le parc : Grande Grille, Mesdames, Lucas et Chomel.
En 1928, de grands travaux sont réalisés par Charles Letrosne, pour fermer le hall et apporter plus de lumière. Il s'inspire de l'Italie : il remplace les grilles par des vitres et installe une verrière au centre. Une nouvelle inauguration a ainsi lieu le 16 mai 1928, pour le « Palais des Sources ».
En 1971, les sources du Parc, de l'Hôpital et des Célestins sont ajoutées.

## Description
Le hall, dessiné par Charles Le Cœur, est de forme rectangulaire avec un toit de pans coupés qui termine le chemin thermal des galeries couvertes. D'une surface de 1 580 m2, il est entouré à l'origine de ferronneries d'Émile Robert décorées de chardons en tôles repoussées. En 1928, ces grilles sont remplacées par des vitres par Charles Letrosne. Les décorations intérieures ont été réalisées par Léon Rudnicki. Lucien Woog dessine les cloches abritant le jaillissement des sources.

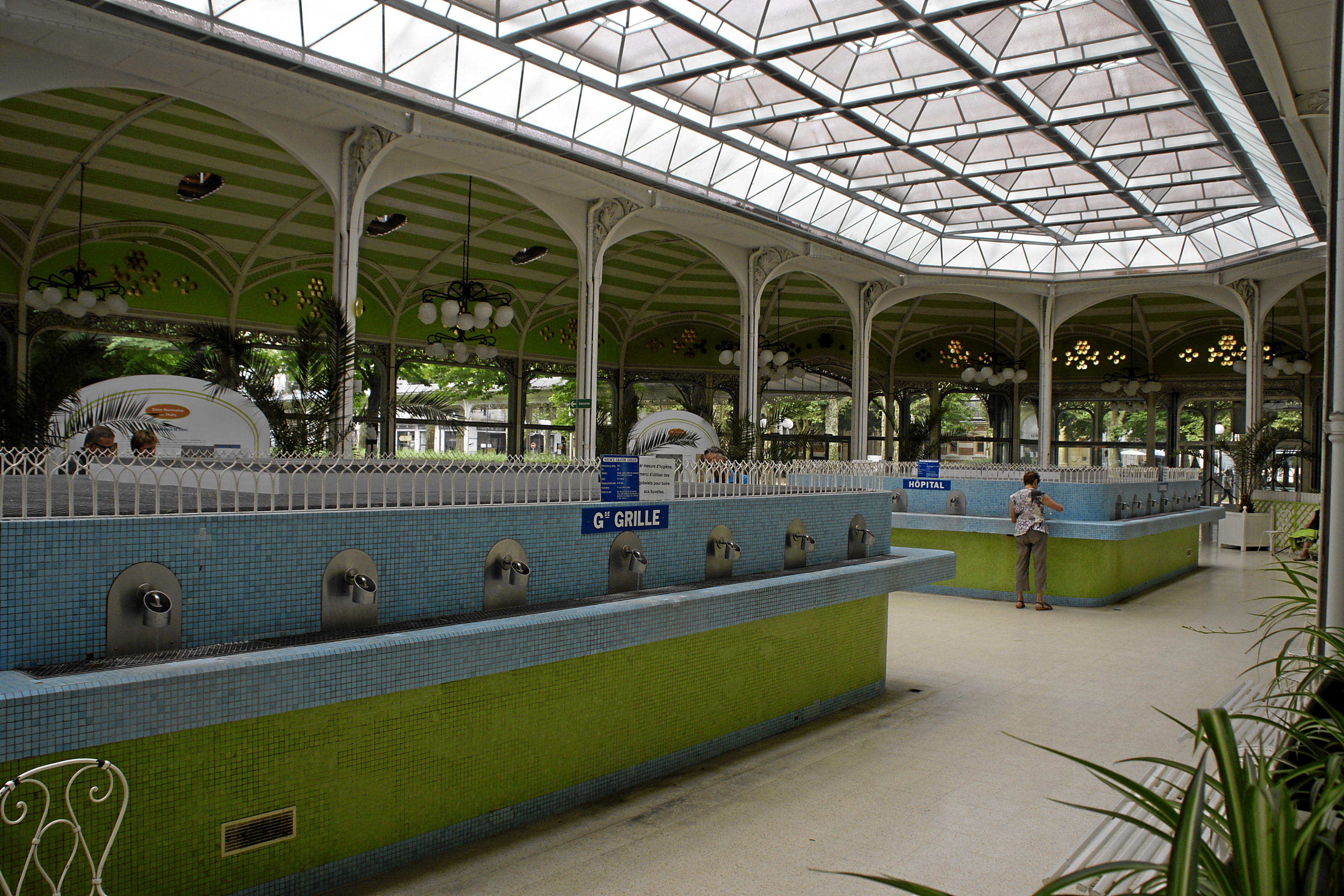
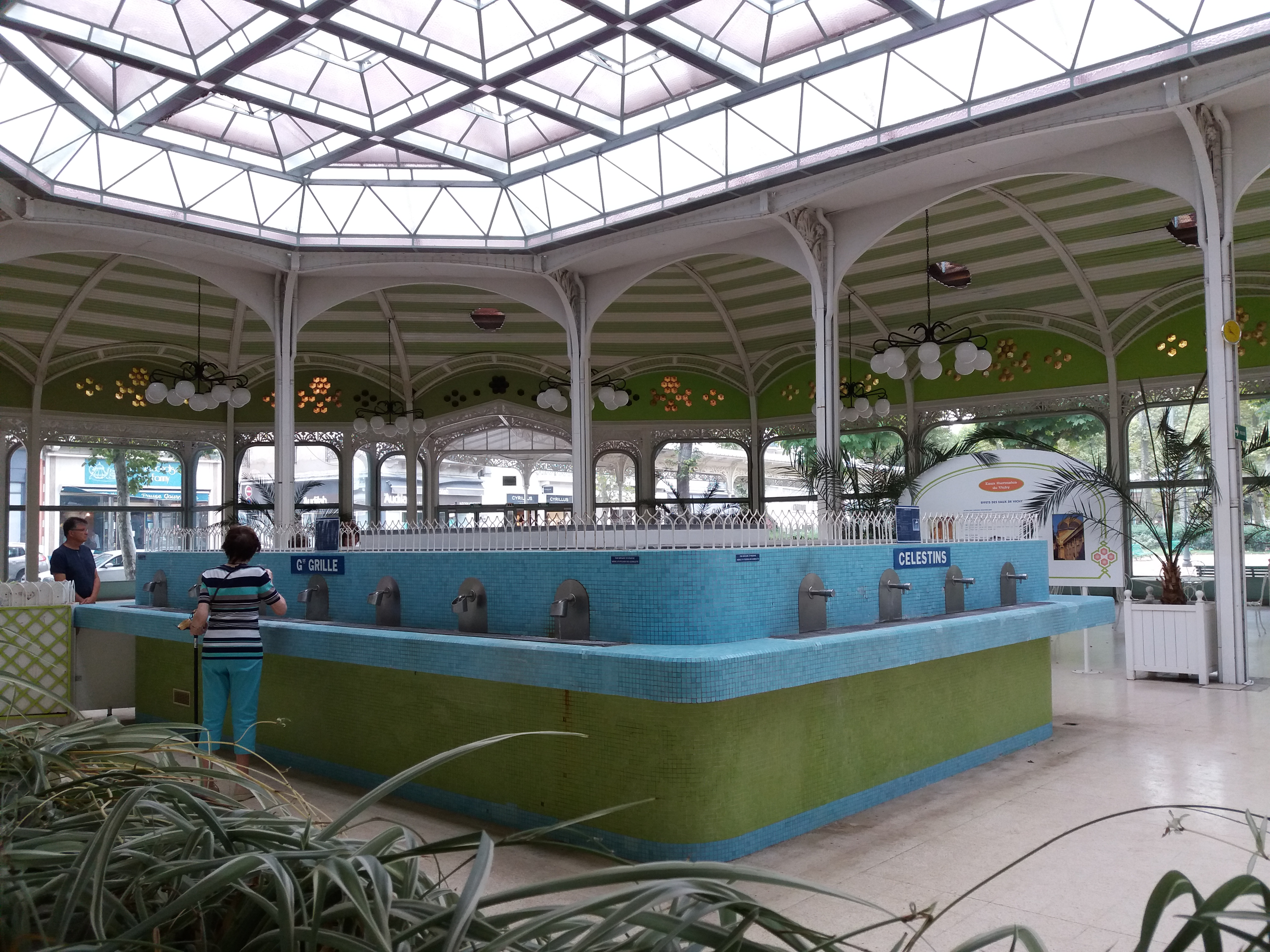
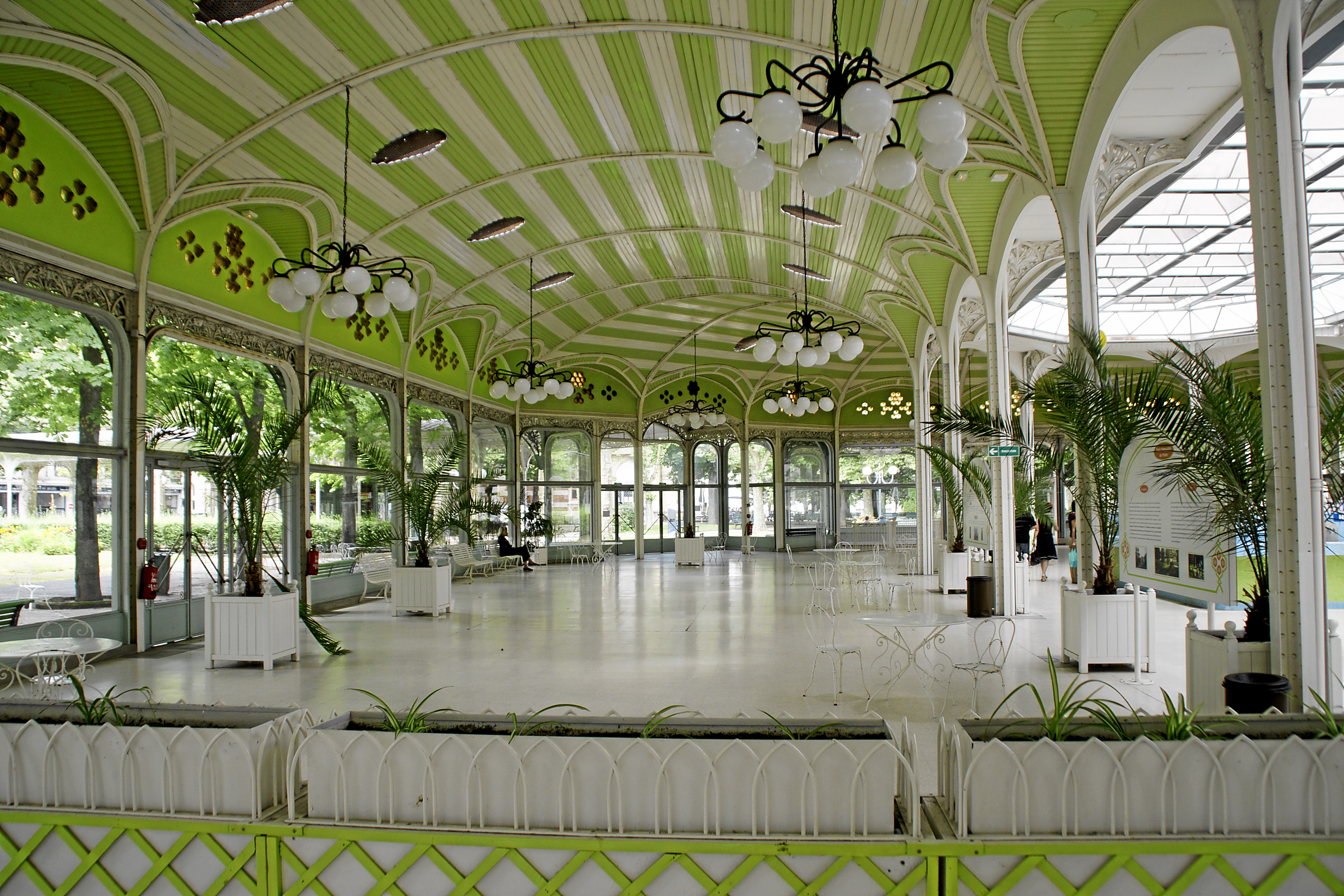
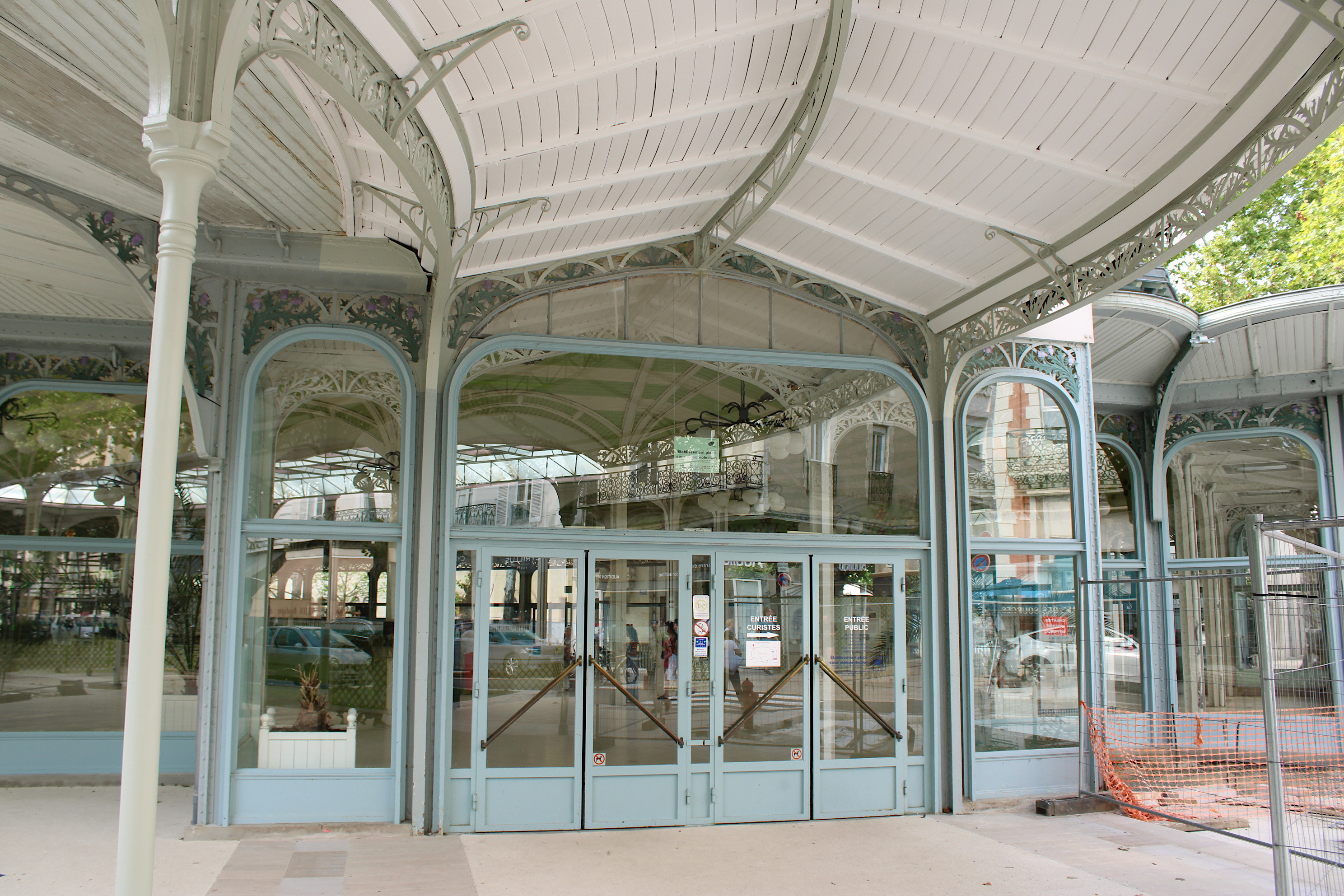
Vue extérieure
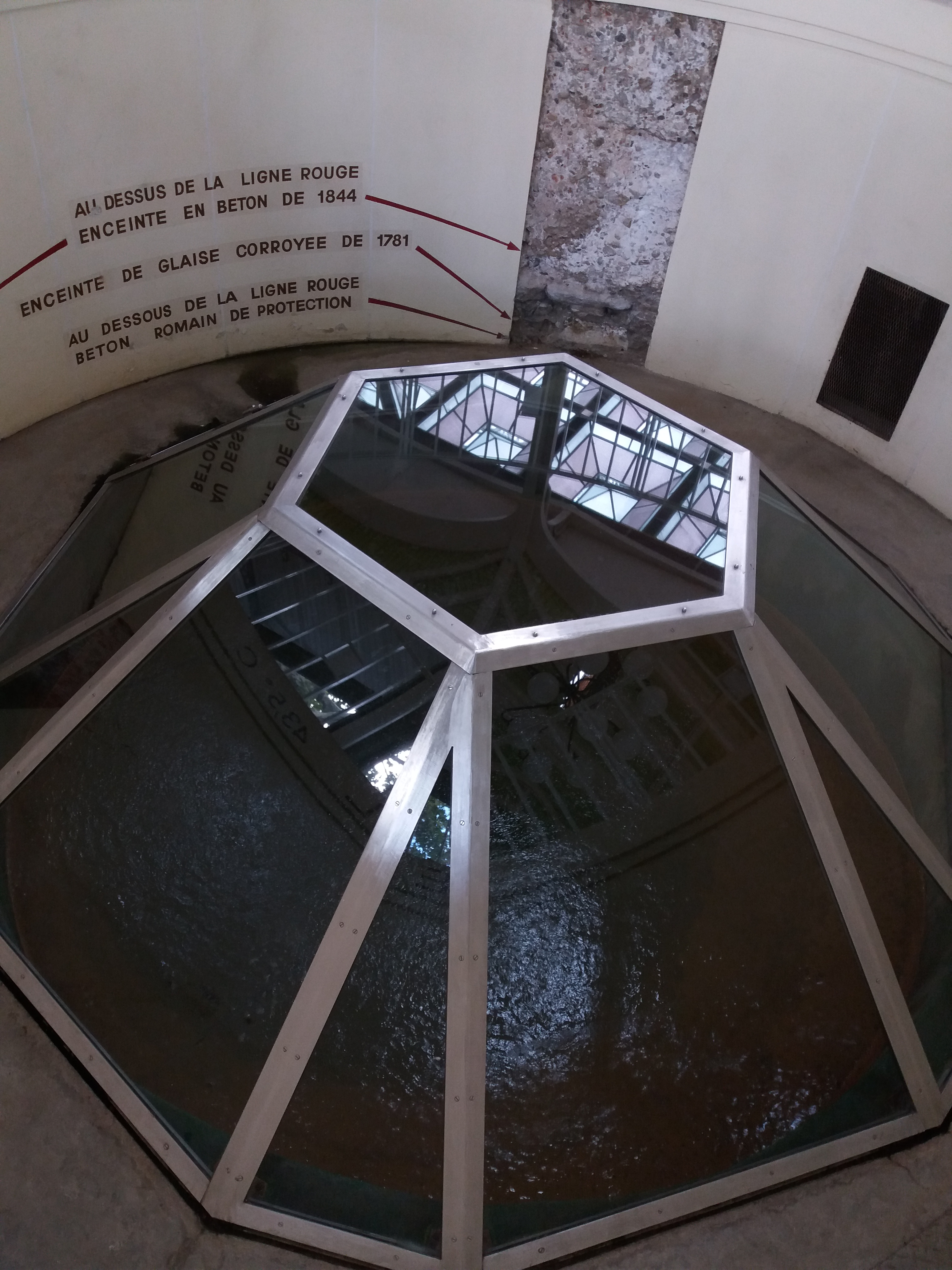
Cloche de la source Chomel.

Le nouveau bâtiment introduit la distribution par les robinets à pression qui remplacent les bassins où les utilisateurs plongeaient directement leurs verres d'eau.